# Oman ai Giochi della XXIX Olimpiade
L'Oman ha partecipato ai Giochi della XXIX Olimpiade di Pechino, svoltisi dall'8 al 24 agosto 2008, con una delegazione di 4 atleti.

## Atletica leggera
| Gara            | Atleta            | Batterie | Batterie | Quarti | Quarti | Semifinali | Semifinali | Finale | Finale |
| Gara            | Atleta            | Tempo    | Pos.     | Tempo  | Pos.   | Tempo      | Pos.       | Tempo  | Pos.   |
| --------------- | ----------------- | -------- | -------- | ------ | ------ | ---------- | ---------- | ------ | ------ |
| 100 m maschili  | Abdullah Al Sooli | 10"53    | 5        |        |        |            |            |        |        |
| 100 m femminili | Buthaina Yaqoubi  | 13"90    | 9        |        |        |            |            |        |        |

## Nuoto
| Gara       | Atleta            | Batterie | Batterie | Semifinali | Semifinali | Finale | Finale |
| Gara       | Atleta            | Tempo    | Pos.     | Tempo      | Pos.       | Tempo  | Pos.   |
| ---------- | ----------------- | -------- | -------- | ---------- | ---------- | ------ | ------ |
| 100 m rana | Mohammed Al-Habsi | 1'12"28  | 62       |            |            |        |        |

## Tiro
| Gara                  | Atleta         | Qualificazioni | Qualificazioni | Finale    | Finale       | Finale |
| Gara                  | Atleta         | Punteggio      | Pos.           | Punteggio | Punt. totale | Pos.   |
| --------------------- | -------------- | -------------- | -------------- | --------- | ------------ | ------ |
| Carabina 50 m a terra | Dad al Balushi | 582            | 51             |           |              |        |